# The Way It Is (película)
The Way It Is (también conocida como Eurydice in the Avenues) es una película independiente estadounidense de 1985 escrita y dirigida por Eric Mitchell.

## Argumento
Un grupo de actores de la East Village de Nueva York ensaya para una obra cuando de repente la actriz protagonista aparece muerta.

## Reparto
| Actor              | Personaje              | Notas                          |
| ------------------ | ---------------------- | ------------------------------ |
| Kai Eric           | Marc / Orphee          |                                |
| Boris Major        | Eurydices              |                                |
| Vincent Gallo      | Victor / Heurtebise    |                                |
| Jessica Stutchbury | Vera / The Grim Reaper |                                |
| Mark Boone Junior  | Hank / Azrael          |                                |
| Steve Buscemi      | Willy / Raphael        |                                |
| Rockets Redglare   | Rockets                |                                |
| Edwige             | Rebecca / Aglaonice    | Acreditado como Edwige Belmore |
| Danny Rosen        | Novio de Eurydices     |                                |
| Eric Mitchell      | The Undertaker         |                                |